# Planetstien (Lemvig)
 For alternative betydninger, se Planetstien. (Se også artikler, som begynder med Planetstien)
Planetstien i Lemvig er en sti, udformet som en model af Solsystemet i målestokken 1:1 milliard. Den består af en række skulpturer, der er opstillet i landskabet langs Lem Vig. Den er en del af Lemvig Museum.

## Planetstien
Planetstien anskueliggør afstande og indbyrdes størrelsesforhold i Solsystemet. Stiens skulpturer er lavet som en sokkel af granit med en top af bronze, hvor en kugle viser planetens størrelse. Pluto er ikke større end et knappenålshoved.    
I Planetstiens målestok svarer 1 meter til 1 million kilometer. I Vesterbjerg i Lemvig står Solen. Det er en stor, hul bronzekugle, som har en diameter på 1,39 m. Det vil sige, at den i virkeligheden har en diameter på 1.391.000 km. På Solen findes et digt af Thøger Larsen.
Turen fra Solen til det yderste element, dværgplaneten Pluto, bliver i fugleflugtslinje omkring 7,4 kilometer (7,4 milliarder kilometer), men når man følger de afmærkede stier, bliver den cirka 12 kilometer lang. 

## Thøger Larsen
Det landskab, man kommer igennem på Planetstien har inspireret digteren Thøger Larsen til teksten i de kendte sange ”Danmark nu blunder den lyse nat” og ”Du danske sommer jeg elsker dig”. Foruden landskabet lod Thøger Larsen sig gerne inspirere af det, han oplevede ved at studere stjernehimmelen gennem sine hjemmebyggede stjernekikkerter. Thøger Larsen var født og opvokset nær Gjellerodde, og han levede det meste af sit liv i Lemvig.

## Planetstiens rute
Planetstien strækker sig fra Lemvig til Nissum Bredning. Solen finder man i Vesterbjerg i Lemvig og derfra går Planetstien gennem Lemvigs Lystanlæg, forbi Vinkelhage, langs skrænterne i Tørring og ud over Gjellerodde til stranden ved Ryeltorv i Hygum. 
Landskabet er meget varieret, og dets afvekslende karakter følger rytmen i Planetstien. Hvor afstanden mellem planeterne er kortest i det indre solsystem, er landskabet tættest med smalle gange under høje træer. I det ydre solsystem er landskabet stort og åbent med et vidt udsyn over fjorden.

## Galleri
- Solen (0 au/0 m)
- Merkur (0,39 au/58 m)
- Venus (0,72 au/108 m)
- Jorden og Månen (1 au/149 m)
- Mars (1,5 au/228 m)
- Ceres (2,7 au/414 m)
- Jupiter (5,2 au/778 m)
- Saturn (9,5 au/1,43 km)
- Uranus på stranden (19,2 au/2,87 km)
- 2. Uranus på Søgårdevejen (19,2 au/2,87 km)
- Neptun (30,1 au/4,5 km)
- Pluto i perihel (29,7 au/4,4 km)
- Pluto og Charon (39,5 au/5,9 km)
- Pluto i aphel (49,3 au/7,4 km)